# France Ellegaard

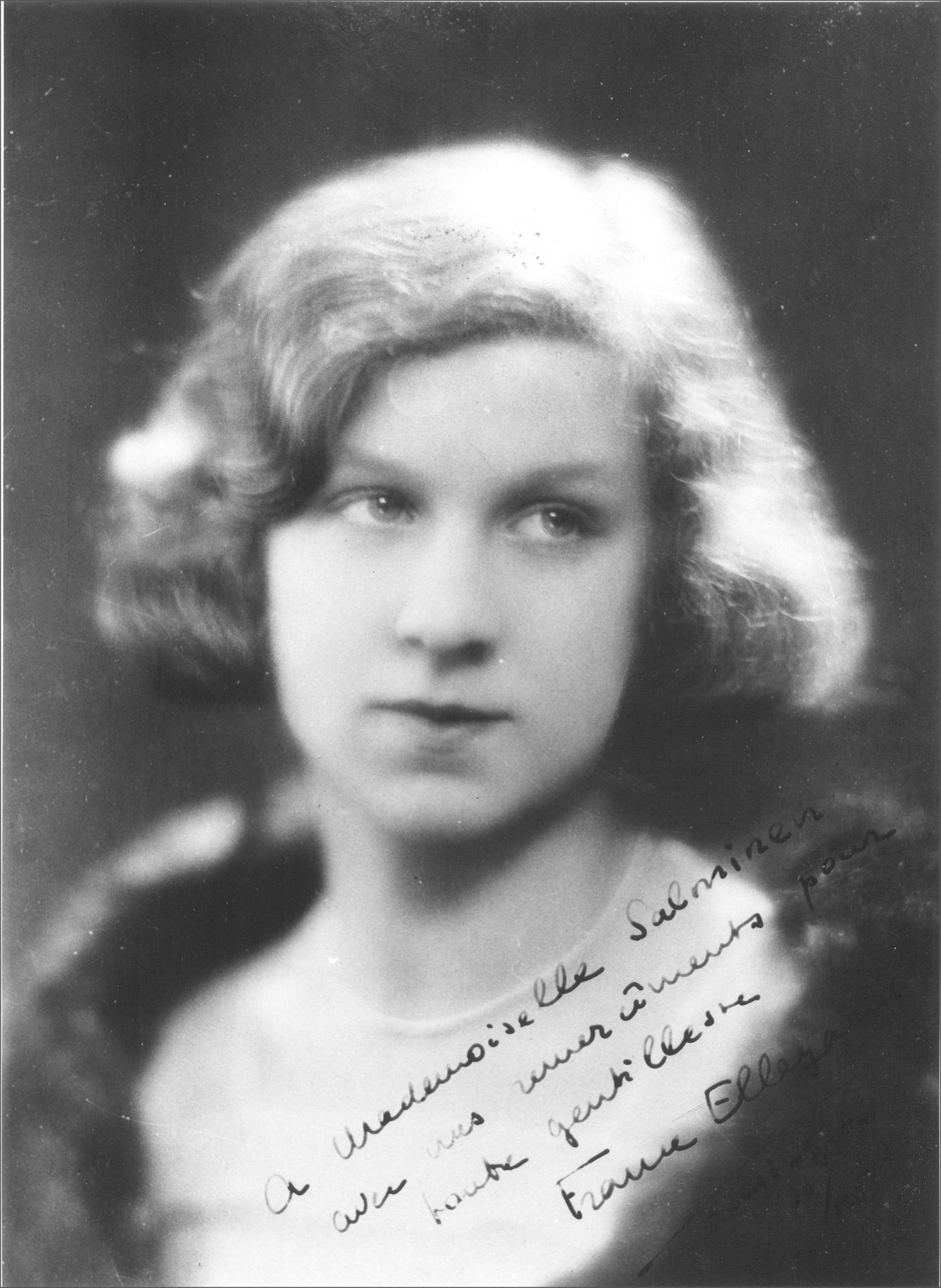
France Ellegaard (1934)

France Marguerite Ellegaard (* 10. Oktober 1913 in Paris; † 17. April 1999 in Espoo, Finnland) war eine dänische und später finnische Pianistin.

## Leben
France Ellegaard wurde als Tochter des sechsfachen dänischen Radsport-Weltmeisters im Sprint Thorvald Ellegaard und dessen Frau Karen in Paris geboren. Als Sechsjährige gab sie ihr erstes Konzert in Paris, wo sie bis 1932 am Konservatorium studierte und in den folgenden Jahren lebte. Ihr dänisches Debüt gab sie als  14-Jährige 1927 in Kopenhagen. 1933 wurde sie mit der französischen Médaille des Arts, Sciences et Lettres ausgezeichnet und 1936 erhielt sie den Wissenschafts- und Kulturpreis Tagea Brandts Rejselegat, ein dänisches Reise-Stipendium.
Ellegaard tourte durch ganz Europa, vor allem mit ihren Interpretationen von französischer und impressionistischer Musik. Auch wurden Schallplattenaufnahmen von ihr produziert. Als Frankreich von der Wehrmacht besetzt wurde, zog sie zunächst nach Dänemark, wo sie Klavier in einer Revue spielte, und setzte sich 1943 nach Schweden ab. Im März 1949 heiratete sie den finnischen Maler Birger Carlstedt und nahm die finnische Staatsbürgerschaft an. Bis Anfang der 1960er Jahre ging France Ellegaard noch auf Konzertreisen. Von 1969 bis 1975 lehrte sie Klavierspiel an der Sibelius-Akademie und gab gelegentlich Konzerte im kleinen Kreis.